# Elbrus Tedejew

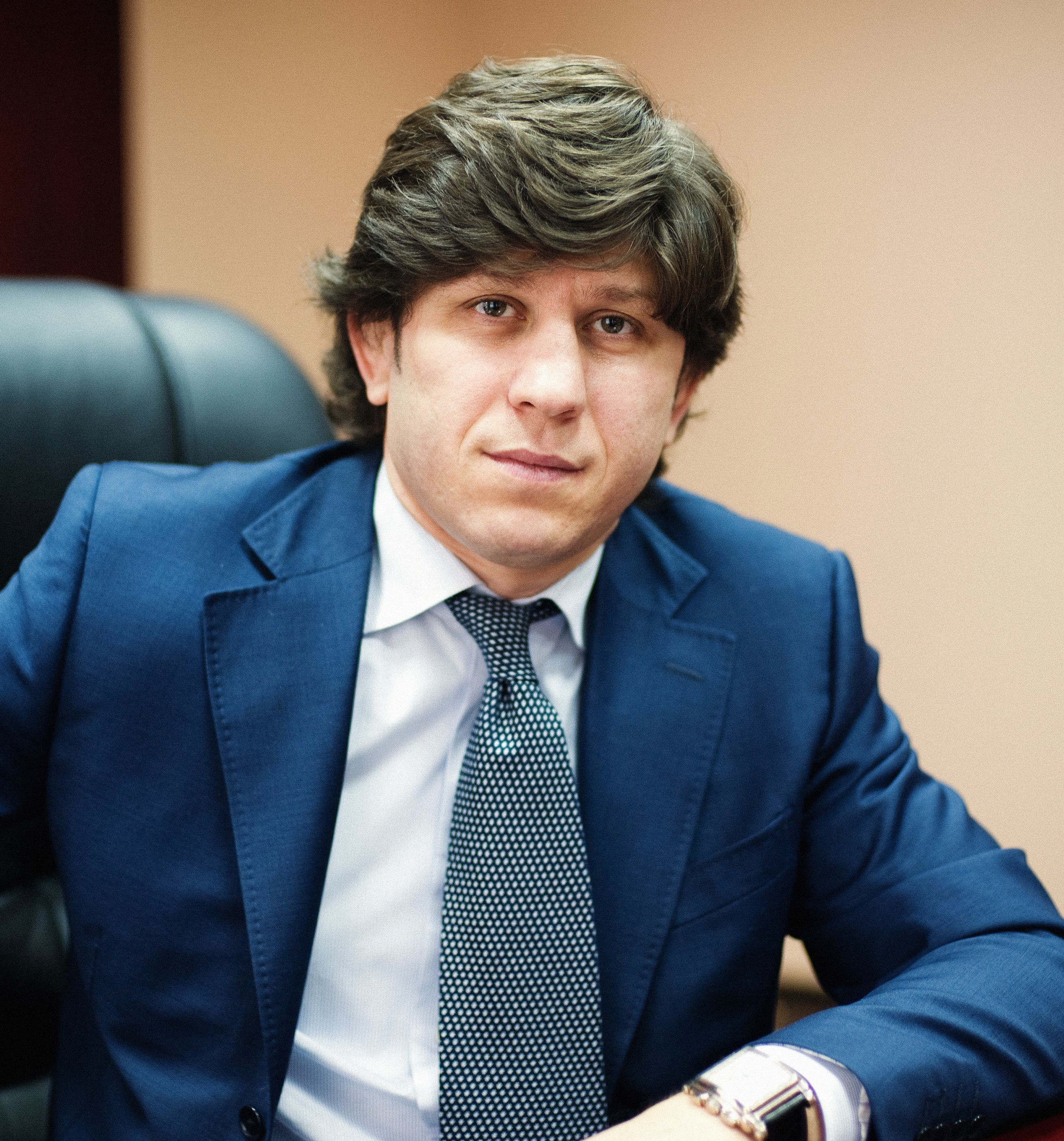
Elbrus Tedejew (2011)

Elbrus Soslanowitsch Tedejew (ukrainisch Ельбру́с Сосла́нович Те́деєв, ossetisch Тедеты Сосланы фырт Эльбрус; * 5. Dezember 1974 in Nogir, Nordossetische ASSR, Sowjetunion) ist ein ehemaliger ukrainischer Ringer ossetischer Abstammung. Er war 2004 Olympiasieger im freien Stil im Leichtgewicht. Außerdem war er 1995, 1999 und 2002 Weltmeister.

## Werdegang
Elbrus Tedejew begann als Jugendlicher 1985 in Wladikawkas mit dem Ringen, wobei er sich auf den freien Stil konzentrierte. Sein Trainer war Boris Sawlochow. Im Jahre 1993 ging er der besseren Trainingsbedingungen zusammen mit seinem Trainer nach Kiew und wurde Mitglied des Sportclubs "Wladimir-Sinjawski" Kiew, der nach einem früheren Ringer-Weltmeister benannt ist. Kurz darauf verstarb Boris Sachlochow völlig unerwartet. Das Training übernahm daraufhin dessen jüngerer Bruder Ruslan Sachlochow.
Dieser führte Elbrus Tedejew schnell in die ukrainische Spitzenklasse der Freistilringer heran, dessen internationale Laufbahn bei der Junioren-Europameisterschaft (Espoirs = Altersgruppe bis zum 20. Lebensjahr) in Kourtane/Finnland begann. Er gewann dort diese Meisterschaft im Federgewicht vor dem Georgier David Pogosjan und dem Russen Rasul Karawajew. Im gleichen Jahr wurde er auch schon bei der Senioren-Weltmeisterschaft in Istanbul eingesetzt. Nach zwei siegreichen Kämpfen unterlag er dort in der 3. Runde gegen Jürgen Scheibe aus Deutschland und belegte im Endergebnis den 7. Platz.
Bei der Europameisterschaft 1995 in Fribourg unterlag er im Federgewicht gegen Magomed Azizow aus Russland und Sergei Smal aus Belarus. Im Kampf um den 6. Platz musste er sich auch noch Araik Baghdarjan aus Armenien geschlagen geben. Bei der Weltmeisterschaft 1995 in Atlanta konnte Elbrus Tedejew erstmals voll überzeugen. Er besiegte dort den Titelverteidiger Magomed Azizow und schlug im Finale auch den Japaner Takahiro Wada und wurde damit erstmals Weltmeister.
In den folgenden drei Jahren konnte Elbrus Tedejew keinen weiteren Titel mehr gewinnen. Er gewann aber noch mehrere Medaillen. Bei den Olympischen Spielen 1996 in Atlanta verlor er seinen dritten Kampf gegen den Südkoreaner Jang Jae-sung, kämpfte sich aber dann mit Siegen über Ramil Islamow aus Usbekistan und Giovanni Schillaci aus Italien bis in das sog. „kleine“ Finale vor, in dem er mit einem Sieg über Takahiro Wada die Bronzemedaille gewann. 1997 belegte er bei der Europameisterschaft in Warschau nach einer Punktniederlage im Endkampf gegen seinen alten Rivalen Magomed Azizow den 2. Platz, während er bei der Weltmeisterschaft dieses Jahres nach Niederlagen gegen Sergei Smal und Magomed Azizow nur den 5. Platz belegte.
1998 kam er bei der Europameisterschaft in Clermont-Ferrand auf den 3. Platz und bei der Weltmeisterschaft in Teheran auf den 4. Platz. Bei beiden Meisterschaften verlor er gegen den Bulgaren Serafim Barzakow. In Teheran unterlag er im Kampf um die Bronzemedaille auch gegen den US-Amerikaner Cary J. Kolat.
Zum bisher erfolgreichsten Jahr in der Laufbahn von Elbrus Tedejew wurde das Jahr 1999. Zunächst wurde er in Minsk Europameister im Federgewicht. Er besiegte dabei den neuen russischen Stern Murad Umachanow mit 9:6 tech. Punkten und im Endkampf Serafim Barzakow knapp mit 3:2 techn. Punkten. Diesem Sieg folgte bei der Weltmeisterschaft in Ankara ein zweiter. In den entscheidenden Kämpfen feierte er dabei Punktsiege über Serafim Barzakow (5:3), Cary J. Kolat (2:1) und Jang Jae-sung (3:1). Damit war er zum zweiten Mal Weltmeister.
Im Jahre 2000 wurde Elbrus Tedejew bei der Europameisterschaft geschont, um bei den Olympischen Spielen in Sydney in bester Form antreten zu können. Dieses Vorhaben ging aber gründlich schief. Ihm gelang zunächst zwar ein Punktsieg über Jo Yang-Son aus Nordkorea, aber schon im nächsten Kampf verlor er gegen seinen russischen Rivalen Murad Umachanow klar und deutlich mit 3:13 techn. Punkten, womit er ausschied und nur den 11. Platz belegte.
2001 verlor Elbrus Tedejew schon in seinem zweiten Kampf gegen den russischen Neuling Soslan Tomajew und kam damit nur auf den 7. Platz. Besser lief es für ihn bei der Weltmeisterschaft 2001 in Sofia, denn hier gelang ihm die Revanche gegen Murad Umachanow für die Niederlage bei den Olympischen Spielen 2000. Da er aber gegen Serafim Barzakow verlor, konnte er mit einem Sieg über Mehmet Yozgat aus der Türkei nur mehr den 3. Platz retten.
Im Jahre 2002 wurde Elbrus Tedejew dann in Teheran, erstmals im Leichtgewicht startend, zum dritten Mal Weltmeister. Er benötigte dabei sechs Siege und schlug u. a. erneut Serafim Barzakow, der ebenfalls in das Leichtgewicht aufgerückt war, Engin Ürün aus Deutschland und im Finale Alireza Dabir aus dem Iran. Bei den Europameisterschaften 2003 in Riga und 2004 in Ankara belegte er jeweils den 2. Platz. Er wurde dabei beide Male von russischen Ringern, Irbek Walentinowitsch Farnijew und Machatsch Murtasalijew geschlagen. Gegen Irbek Walentinowitsch Farnijew unterlag er auch bei der Weltmeisterschaft 2003 in New York und belegte dort nur den 7. Platz.
Zum absoluten Höhepunkt in der Laufbahn von Elbrus Tedejew wurden dann die Olympischen Spiele 2004 in Athen. Inzwischen 30 Jahre alt, spielte er dort seine ganze Erfahrung aus und wurde mit fünf Siegen Olympiasieger im Leichtgewicht. In den entscheidenden Kämpfen besiegte er dabei Leonid Spiridonow aus Kasachstan mit 4:1 techn. Punkten und Jamill Kelly aus den Vereinigten Staaten mit 5:1 techn. Punkten.
Nach diesem großen Triumph beendete Elbrus Tedejew seine Ringerlaufbahn. Für seine Verdienste um den Ringersport wurde er im September 2013 in die FILA International Wrestling Hall of Fame aufgenommen.

## Politiker
Seit 2007 ist Tedejew Abgeordneter in der Werchowna Rada.

## Internationale Erfolge
| Jahr | Platz  | Wettbewerb                                 | Gewichtsklasse | Ergebnisse |
| 1994 | 1.     | Junioren-EM (Espoirs) in Kourtane/Finnland | Feder          | vor David Pogosjan, Georgien, Rasul Karawajew, Russland u. Thomas Kaczanowicz, Deutschland |
| 1994 | 7.     | WM in Istanbul                             | Feder          | hinter Magomed Azizow, Russland, Sergei Smal, Belarus, Giovanni Schillaci, Italien, Jürgen Scheibe, Deutschland, Muharrem Demiregen, Türkei u. Stefan Fernyak, Slowakei |
| 1995 | 3.     | "Yasar-Dogu"-Turnier in Istanbul           | Feder          | hinter Muharrem Demirgen u. Jang Jae-sung, Südkorea |
| 1995 | 6.     | EM in Fribourg                             | Feder          | hinter Magomed Azizow, Jürgen Scheibe, Sergei Smal, Martin Müller, Schweiz u. Araik Baghdarjan, Armenien |
| 1995 | 1.     | WM in Atlanta                              | Feder          | vor Takahiro Wada, Japan, Magomed Azizow, No Won-chang, Südkorea u. Serban-Florian Mumjiew, Rumänien |
| 1996 | 4.     | EM in Budapest                             | Feder          | hinter Magomed Azizow, Giovanni Schillaci u. Sergei Smal, vor Jürgen Scheibe u. Istvan Demeter, Ungarn |
| 1996 | Bronze | OS in Atlanta                              | Feder          | mit Siegen über Tjaart Andries du Plessis, Südafrika, Istvan Demeter, einer Niederlage geen Jang Jae-sung, Südkorea u. Siegen über Ramil Islamow, Usbekistan, Giovanni Schillaci u. Takahiro Wada                                                                                     |
| 1997 | 2.     | EM in Warschau                             | Feder          | mit Siegen über Akto Raska, Estland, Christos Polychronidis, Griechenland u. Serafim Barzakow, Bulgarien u. einer Niederlage gegen Magomed Azizow |
| 1997 | 5.     | WM in Krasnojarsk                          | Feder          | mit einem Sieg über Stefan Fernyak, einer Niederlage gegen Sergei Smal, Siegen über No Won-chang, Georgi Kharchava, Georgien, Martin Calder, Kanada u. Schamil Effendijew, Aserbaidschan, einer Niederlage gegen Magomed Azizow u. einem Sieg über Tserenbaataryn Enchbajar, Mongolei |
| 1998 | 1.     | FILA-Turnier in Clermont-Ferrand           | Feder          | vor Jang Jae-sung, Mehdi Kaveh, Iran, Kim Jussi Nurmela, Finnland u. Gregor Sarrasin, Schweiz |
| 1998 | 3.     | EM in Bratislava                           | Feder          | mit Siegen über Ljulzim Vrenezi, Makedonien, Geiovanni Schillaci u. Stefan Fernyak, einer Niederlage gegen Serafim Barzakow u. Siegen über Giorgios Moustopoulos, Griechenland u. Serban-Florien Mumjiew                                                                              |
| 1998 | 4.     | WM in Teheran                              | Feder          | mit Siegen über Jürgen Scheibe u. Stefan Fernyak, einer Niederlage gegen Serafim Barzakow, einem Sieg über Jang Jae-sung u. einer Niederlage gegen Cary J. Kolat, USA |
| 1999 | 1.     | EM in Minsk                                | Feder          | mit Siegen über Oleg Gogol, Belarus, Gregor Sarrasin, Zsolt Barikuti, Ungarn, Murad Umachanow, Russland u. Serfaim Barzakow |
| 1999 | 1.     | WM in Ankara                               | Feder          | mit Siegen über Kim Kwang-Il, Nordkorea, Haris Barsegiani, Iran, Ruslan Bodisteanu, Rumänien, Serafim Barzakow, Cary J. Kolat und Jang Jae-sung |
| 2000 | 11.    | OS in Sydney                               | Feder          | mit einem Sieg über Ja Yong-Son, Nordkorea u. einer Niederlage gegen Murad Umachanow |
| 2001 | 7.     | EM in Budapest                             | Feder          | mit einem Sieg über Nicolaus Djouvas, Griechenland u. einer Niederlage gegen Soslan Tomajew, Russland |
| 2001 | 3.     | WM in Sofia                                | Feder          | mit Siegen über Nordschingiin Bajarmagnai, Mongolei, Shamzo Uchamadschapow, Kirgisistan u. Elman Asgarow, Aserbaidschan, einer Niederlage gegen Serafim Barzakow u. einem Sieg über Mehmet Yozgat, Türkei                                                                             |
| 2002 | 1.     | WM in Teheran                              | Leicht         | mit Siegen über Gregor Sarassin, Schweiz, Carlos Julian Ortiz Castillo, Kuba, Otar Tuschischwili, Georgien, Serafim Barzakow, Engin Ürün, Deutschland u. Alireza Dabir, Iran |
| 2003 | 2.     | EM in Riga                                 | Leicht         | mit Siegen über Gregory Ferreira, Frankreich, Otar Tuschischwili, Gergely Szabo, Ungarn u. Serafim Barzakow u. einer Niederlage gegen Irbek Walentinowitsch Farnijew, Russland |
| 2003 | 6.     | WM in New York                             | Leicht         | mit Siegen über Gregor Sarrasin, Ljulzim Vrenezi u. Baek Jin-kuk, Südkorea u. einer Niederlage gegen Irbek Farnijew |
| 2004 | 2.     | EM in Ankara                               | Leicht         | mit Siegen über Laszlo Szabolcs, Rumänien, Gergely Szabo u. Zhirayr Hovhannesjan, Armenien u. einer Niederlage gegen Machatsch Murtasalijew, Russland |
| 2004 | Gold   | OS in Athen                                | Leicht         | mit Siegen über Serguet Rondon Pedroso, Kuba, Otar Tuschischwili, Apostolos Toskoudis, Griechenland, Leonid Spiridonow, Kasachstan u. Jamill Kelly, USA |

Erläuterungen
- alle Wettkämpfe im freien Stil
- Federgewicht damals bis 62 , Leichtgewicht bis 66 kg Körpergewicht
- OS = Olympische Spiele, WM = Weltmeisterschaft, EM = Europameisterschaft